# 小港镇
小港镇，是中华人民共和国江西省宜春市丰城市下辖的一个乡镇级行政单位。

## 行政区划
小港镇下辖以下地区：
小港社区、青周村、万沙村、店上村、大港村、棠山村、南岸村、路东村、赣东村、刘家村、北头村、铜湖村、横岸村、大汽村、中洲村、余家村、八都村、张洲村、路里村、北荣村、下埠村、路口村、梅岗村、上袁村、地埂村、沙埂村、长江村、北港村、潭头村、路外村和竹林村。